# Os Fagundes
Os Fagundes são uma banda brasileira de música nativista, formada em 2001 em Porto Alegre, Rio Grande do Sul, atualmente por Bagre Fagundes e seus filhos Neto e Ernesto, além de seu irmão Nico, falecido em 2015 e também conhecido na época por apresentar programas de televisão.

## História
A banda foi criada em 2001 pela família de músicos já consagrada no cenário musical do Rio Grande do Sul, composta por Bagre Fagundes e seus filhos Neto e Ernesto, além de seu irmão Nico, também conhecido na época por apresentar programas de televisão. Naquele ano, a família reuniu-se para a gravação de um álbum para o selo Galpão Crioulo Discos, surgindo, assim, a banda. O lançamento oficial do álbum de estréia do grupo, intitulado Os Fagundes, ocorreu no Theatro São Pedro.
Antes disso, a família já havia gravado dois discos juntos: Fagundaço (1986) e Natal Luz (1996). Porém, sem a denominação de "Os Fagundes".
Em 2004, o grupo lançou seu segundo álbum, Para Todas as Querências. Em julho do mesmo ano, gravaram o primeiro DVD no Theatro São Pedro, com participações especiais de Renato Borghetti na canção "Querência", e de Teixeirinha Filho em "O Colono".
Em 2015, foi lançado mais um DVD ao vivo, o segundo da carreira, gravado em 2013 no Auditório Araújo Vianna, contendo a última apresentação de Nico Fagundes com o grupo.

## Integrantes

### Formação atual
- Neto Fagundes: vocal (2001 - presente)
- Ernesto Fagundes: vocal, bombo legüero (2001 - presente)
- Bagre Fagundes: vocal, gaita-ponto (2001 - presente)

### Ex-integrantes
- Nico Fagundes: vocal (2001 - 2015; até sua morte)

## Discografia
| Ano  | Álbum                    | Formato | Gravadora                  |
| ---- | ------------------------ | ------- | -------------------------- |
| 2001 | Os Fagundes              | CD      | Galpão Crioulo Discos      |
| 2004 | Para Todas as Querências | CD      | Galpão Crioulo Discos      |
| 2005 | Ao Vivo                  | CD, DVD | Galpão Crioulo Discos      |
| 2015 | Ao Vivo                  | DVD     | Ernesto Fagundes Produções |